# The Sufferer and the Witness
Pour les articles homonymes, voir The Witness.
Albums de Rise Against
Siren Song of the Counter Culture
(2004) Appeal to Reason
(2008)
Singles
1. Ready to Fall
Sortie : 2006
2. Prayer of the Refugee
Sortie : 2006
3. The Good Left Undone
Sortie : 2007

The Sufferer and the Witness est le quatrième album du groupe Rise Against, sorti le 4 juillet 2006.

## Listes des titres
1. Chamber the Cartridge (3:19)
2. Injection (3:21)
3. Ready to Fall (3:49)
4. Bricks (1:33)
5. Under the Knife (2:47)
6. Prayer of the Refugee (3:21)
7. Drones (3:04)
8. The Approaching Curve (3:46)
9. Worth Dying for (3:22)
10. Behind Closed Doors (3:17)
11. Roadside (3:23)
12. The Good Left Undone (3:04)
13. Survive (5:00)
14. Boy's No Good (1:18) - Reprise de Lifetime. Chanson bonus des versions européennes et australiennes
15. But Tonight We Dance (2:48) - Chanson bonus de la version australienne
16. Built To Last (1:53) - Reprise de Sick of It All. Chanson bonus de la version britannique